# Ação Nambu-Goto
A ação Nambu-Goto é uma quantidade matemática que pode ser usada para predizer como as cordas se movem através do espaço e do tempo.
Ela é  a ação mais simples que descreve uma corda relativistica. Pela aplicação das ideias da mecânica quântica às ações Nambu-Goto (um procedimento conhecido como quantização) pode-se deduzir que cada corda pode vibrar em muitos diferentes modos, e que cada estado vibracional representa uma partícula diferente. Esta ação é a mais simples invariante ação na teoria das cordas bosônica. Ela, para uma corda clássica, a qual possui claramente uma interpretação geométrica, a partir desta ação, que se deduz uma ação mais geral, a ação de Polyakov, e pode ser demonstrado que estas duas são classicamente equivalentes. A ação Nambu-Goto também é usada em outras teorias que investigam objetos-cordas (por exemplo, cordas cósmicas). É o ponto de partida da análise de comportamento zero-espessura (infinitamente fina) das cordas, usando os princípios da mecânica de Lagrange. Assim como a ação para uma partícula de ponto livre é proporcional ao seu tempo apropriado, ou seja, o "tamanho" de seu mundo-linha, uma relativista ação da corda é proporcional à área da folha que a corda traça, enquanto que viaja através do espaço-tempo.
A ação deve o seu nome aos físicos japoneses Yoichiro Nambu e Goto Tetsuo.

## Definição
A ação Nambu-Goto é uma ação funcional para modelos sigma com o espaço alvo uma pseudovariedade de Riemann{\displaystyle (X,g)(X,g)}:
Isto é o volume induzido funcional
{\displaystyle S_{NG}:(\Sigma {\stackrel {\gamma }{\to }}X)\mapsto \int _{\Sigma }dvol(\gamma ^{*}g)\,,}
onde {\displaystyle dvol(\gamma ^{*}g)} é a forma de volume da retração {\displaystyle (\gamma ^{*}g)} do tensor métrico a partir de {\displaystyle X} para {\displaystyle \Sigma }.

## Folha de universo

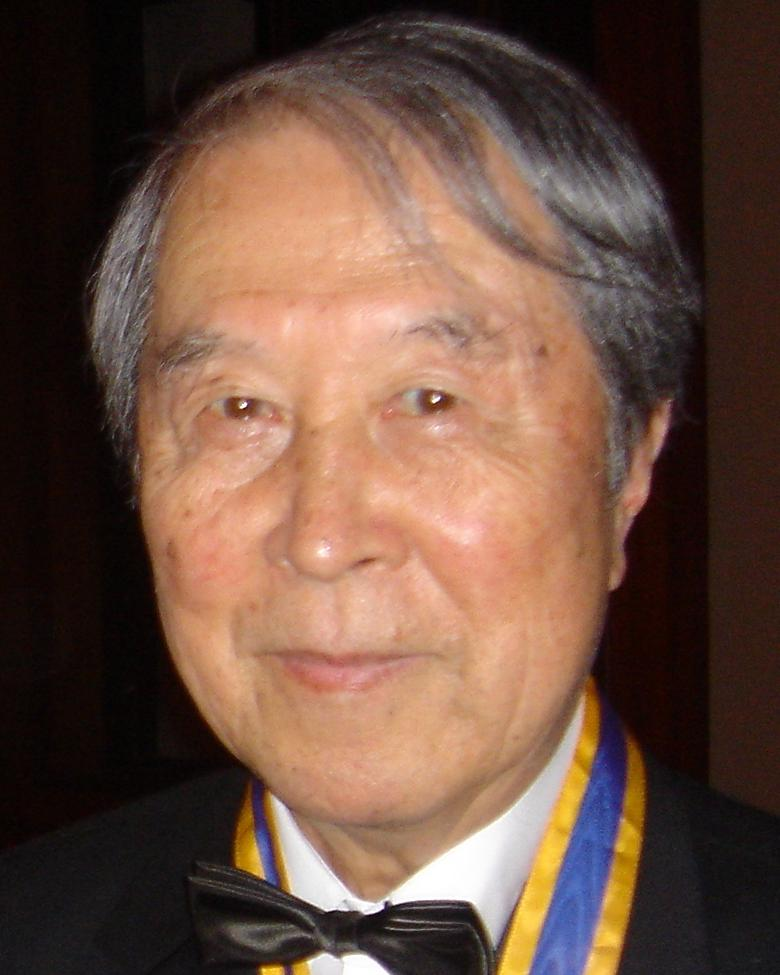
Yoichiro Nambu (2008)

Assim como um zero-dimensional traça um mundo-linha em um diagrama espaço-tempo, uma corda unidimensional é representada por uma folha de universo.
Todas as folha de universo são superfícies bidimensionais, e requerem dois parâmetros para especificar um ponto na folha. Os teóricos das cordas usam os símbolos τ e σ para estes parâmetros. Como se vê, as teorias de cordas envolvem superiores espaços dimensionais que o do mundo 3D com o qual estamos familiarizados; teoria das cordas bosônicas requer 25 dimensões espaciais e um eixo de tempo. Se d é o número de dimensões espaciais, podemos representar um ponto pelo vetor
{\displaystyle x=(x^{0},x^{1},x^{2},\ldots ,x^{d}).}
Descrevemos uma corda usando funções que mapeiam uma posição no espaço paramétrico (τ, σ) para um ponto no espaço-tempo. Para cada valor de τ e σ, estas funções especificam um único vetor espaço-tempo:
{\displaystyle X(\tau ,\sigma )=(X^{0}(\tau ,\sigma ),X^{1}(\tau ,\sigma ),X^{2}(\tau ,\sigma ),\ldots ,X^{d}(\tau ,\sigma )).}
As funções {\displaystyle X^{\mu }(\tau ,\sigma )} determinam a forma que a folha de universo toma. Diferentes Lorentz observadores vão discordar sobre as coordenadas que atribuem a pontos particulares n a folha de universo, mas todos eles devem concordar com a área total que a folha de universo possui. A ação Nambu-Goto é escolhida para ser proporcional a esta área total.
Seja {\displaystyle g_{\mu \nu }} a métrica (d +1)-espaço-tempo dimensional. Então,
{\displaystyle g_{ab}=g_{\mu \nu }{\frac {\partial X^{\mu }}{\partial \sigma ^{a}}}{\frac {\partial X^{\nu }}{\partial \sigma ^{b}}}\ }
é a métrica induzida na folha de universo da corda.
A área {\displaystyle {\mathcal {A}}} d a folha de universo é dada por:
{\displaystyle \mathrm {d} {\mathcal {A}}=\mathrm {d} ^{2}\Sigma {\sqrt {-g}}}
onde {\displaystyle \mathrm {d} ^{2}\Sigma =\mathrm {d} \sigma \,\mathrm {d} \tau }
e {\displaystyle g=\mathrm {det} \left(g_{ab}\right)\ }
Usando a notação que:
{\displaystyle {\dot {X}}={\frac {\partial X}{\partial \tau }}}
e
{\displaystyle X'={\frac {\partial X}{\partial \sigma }},}
pode-se reescrever a métrica {\displaystyle g_{ab}}:
{\displaystyle g_{ab}=\left({\begin{array}{cc}{\dot {X}}^{2}&{\dot {X}}\cdot X'\\X'\cdot {\dot {X}}&X'^{2}\end{array}}\right)\ }
{\displaystyle g={\dot {X}}^{2}X'^{2}-({\dot {X}}\cdot X')^{2}}
a ação Nambu-Goto é definida como,
| {\displaystyle {\mathcal {S}}\ } | {\displaystyle =-{\frac {T_{0}}{c}}\int d{\mathcal {A}}} | {\displaystyle =-{\frac {T_{0}}{c}}\int \mathrm {d} ^{2}\Sigma {\sqrt {-g}}} | {\displaystyle =-{\frac {T_{0}}{c}}\int \mathrm {d} ^{2}\Sigma {\sqrt {({\dot {X}}\cdot X')^{2}-({\dot {X}})^{2}(X')^{2}}}.\ } |
Os fatores antes da integral dá a ação as unidades corretas, energia multiplicada pelo tempo. T0  é a tensão na corda, e c é a velocidade da luz. Normalmente, os teóricos das cordas trabalho em "unidades naturais", onde c é definida como 1 (juntamente com {\displaystyle \hbar } constante de Planck e  constante G de Newton). Também, em parte por razões históricas, eles usam o "parâmetro de declive"  {\displaystyle \alpha '} em vez de T0.  Com estas mudanças, a ação Nambu-Goto torna-se
{\displaystyle {\mathcal {S}}=-{\frac {1}{2\pi \alpha '}}\int \mathrm {d} ^{2}\Sigma {\sqrt {({\dot {X}}\cdot X')^{2}-({\dot {X}})^{2}(X')^{2}}}.}
Estas duas formas são, naturalmente, inteiramente equivalentes: escolher uma sobre a outra é uma questão de convenção e conveniência.
Duas outras formas equivalentes são
{\displaystyle {\mathcal {S}}=-{\frac {1}{2\pi \alpha '}}\int \mathrm {d} ^{2}\Sigma {\sqrt {{\dot {X}}^{2}-{X'}^{2}}},}
e
{\displaystyle {\mathcal {S}}=-{\frac {1}{4\pi \alpha '}}\int \mathrm {d} ^{2}\Sigma ({\dot {X}}^{2}-{X'}^{2}).}
Normalmente, a ação Nambu-Goto não descreve a correta física quântica  da corda. Para isso, deve ser modificada de uma forma semelhante como a ação de uma partícula ponto. Ela é classicamente igual a menos massa vezes o comprimento invariante no espaço-tempo, mas deve ser substituído por uma expressão quadrática com o mesmo valor clássica. Só então que a física quântica correta é obtida.
Para cordas, a correção analógico é fornecida pela ação Polyakov, que é classicamente equivalente à ação Nambu-Goto, mas dá a teoria quântica correta. É, no entanto, possível desenvolver uma teoria quântica da ação Nambu-Goto no Medidor de cone-de-luz.